# Kamaing
Kamaing és una petita ciutat de menys de 10.000 habitants, a l'Estat Katxin de Myanmar. És una àrea poblada en part per shan de Myanmar (els katxin són el 50% i el 25% són shan), a l'oest de Myitkyina, amb 121 llogarets.
La jurisdicció birmana que donava cert poder al cap local shan va quedar suprimida el 1886 a l'arribada dels britànics. Els caps shan però van conservar la influència i van participar en la revolta de Wuntho del 1886 al 1891 contra els britànics.
Administrada com la resta de Birmània, fou ocupada pel Japó el 1943. El 1948, a la independència del país, va quedar inclosa a l'estat Kachin.
Actualment és centre d'una zona protegida d'ocells de 15.000 hectàrees.